# Mauricio Pochettino
Mauricio Pochettino (Murphy, 2 marzo 1972) è un allenatore di calcio ed ex calciatore argentino, di ruolo difensore, commissario tecnico della nazionale statunitense.
Da giocatore ha militato per un triennio nella nazionale argentina, partecipando alla Coppa America 1999 e al campionato del mondo 2002. Da allenatore ha raggiunto una finale di UEFA Champions League (2018-2019) con il Tottenham e ha vinto un campionato francese (2021-2022), una Coppa di Francia (2020-2021) e una Supercoppa francese (2020) con il Paris Saint-Germain.

## Biografia
È di origini torinesi, più precisamente del comune di Virle Piemonte, che nel 2018 gli ha conferito la cittadinanza onoraria.
Suo figlio Maurizio è anch'egli un calciatore.

## Carriera

### Giocatore

#### Club
Iniziò a giocare a calcio nel Newell's Old Boys di Rosario e debuttò nella prima divisione argentina nel 1988 a 16 anni. A 18 anni vinse il suo primo titolo Apertura con Marcelo Bielsa come allenatore; Bielsa sarà il suo principale mentore, sia come calciatore che nella successiva carriera in panchina. Successivamente con lo stesso allenatore ha vinto il Torneo Integración (1990-1991) e nel 1992 il Torneo Clausura.

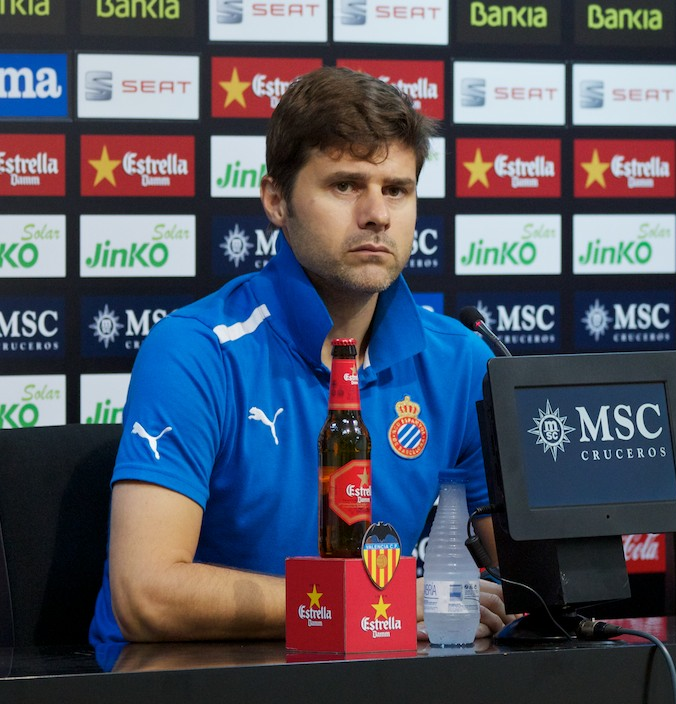
Pochettino all' nel 2012.

Nel 1994 arrivò in Europa, all'Espanyol, dove vinse la Copa del Rey del 2000. Dopo il 2000 andrà in Francia, prima al Paris Saint-Germain e successivamente al Bordeaux. Nel 2004 ritornò all'Espanyol, dove nel 2006 vinse nuovamente la coppa nazionale spagnola e diventò il giocatore straniero con più presenze nel club.

#### Nazionale
Con la nazionale argentina ha esordito nel 1999 contro i Paesi Bassi (1-1), partecipando alla Copa América 1999 e al Mondiale 2002. Vanta in totale 20 presenze e 2 reti.

### Allenatore

#### Espanyol
Ottiene il patentino di allenatore nel 2008 e inizia facendo pratica come vice allenatore dell'Espanyol. Il 20 gennaio 2009 l'allenatore José Manuel Esnal viene esonerato, permettendo a Pochettino di sedersi sulla panchina della prima squadra, in quel momento ultima in classifica. Alla fine della stagione l'Espanyol riesce a salvarsi, grazie a una vittoria all'ultima giornata sul campo dell'Almería. Alla luce della salvezza, ottiene un rinnovo di contratto per tre anni.
Nelle successive due stagioni arrivano altre due salvezze tranquille che portano a un nuovo rinnovo, questa volta fino al 2014. Il 25 febbraio 2012 diventa inoltre il quarto allenatore della storia del club come numero di presenze in panchina.
Il 6 gennaio 2013, dopo tredici giornate di campionato con due sole vittorie, viene esonerato dal club.

#### Southampton
Il 18 gennaio 2013 diventa il nuovo allenatore del Southampton.
Debutta pareggiando per 0-0 contro l'Everton e gradualmente riesce a risollevare le sorti dei Saints, portandoli alla salvezza. Nella stagione successiva disputa una buona stagione, concludendo il campionato all'8º posto.

#### Tottenham
Il 27 maggio 2014 diventa il nuovo allenatore del Tottenham, firmando un contratto quinquennale col club londinese. Il primo anno ottiene un 5º posto in campionato e raggiunge la finale di League Cup, poi persa contro il Chelsea.
Nella stagione successiva termina al 3º posto in campionato alle spalle del Leicester City e dell'Arsenal.
La stagione 2016-2017 è una delle migliori dell'esperienza al Tottenham: chiude infatti il campionato al 2º posto dietro al Chelsea, ma delude ancora in Champions League.
Alla sua quarta stagione alla guida degli Spurs, Pochettino chiude ancora al 3º posto in campionato e raggiunge gli ottavi di Champions League.
La stagione 2018-2019, conclusa al 4º posto in campionato, è ricordata soprattutto per il percorso in Champions League: dopo aver superato il girone da secondi, sopravanzando l'Inter solo all'ultima giornata, i londinesi superano agli ottavi il Borussia Dortmund e ai quarti i connazionali del Manchester City. In semifinale trovano il sorprendente Ajax, uscendo sconfitti all'andata per 0-1. Nella gara di ritorno il Tottenham si impone per 3-2 con un gol all'ultimo secondo di recupero, accedendo così alla finale. Pochettino diventa così il sesto allenatore argentino a raggiungere la finale della massima competizione continentale, dopo Luis Carniglia, Helenio Herrera, Juan Carlos Lorenzo, Héctor Cúper e Diego Simeone. Nell'ultimo atto della competizione europea arriva però la sconfitta per 0-2 contro il Liverpool.
L'anno successivo la squadra vive un inizio di stagione difficile, indi per cui viene esonerato.

#### Paris Saint-Germain
Il 2 gennaio 2021 viene annunciato come nuovo allenatore del Paris Saint-Germain, in sostituzione dell'esonerato Thomas Tuchel; firma un contratto valido fino al 2022 più un'opzione per un altro anno, che verrà esercitata il 23 luglio dello stesso anno. Esordisce nella partita di campionato del 6 gennaio contro il Saint-Étienne, terminata con il risultato di 1-1. Il 13 gennaio vince per la prima volta un trofeo da allenatore, superando per 2-1 l'Olympique Marsiglia nella Supercoppa francese. Dopo vari risultati positivi in campionato, la sua squadra, il 16 febbraio, ottiene una grande vittoria negli ottavi di UEFA Champions League contro il Barcellona al Camp Nou, imponendosi per 4-1 con tripletta di Kylian Mbappé. Dopo aver eliminato il Bayern Monaco ai quarti, il PSG viene eliminato in semifinale dal Manchester City. Il 19 maggio vince la Coppa di Francia battendo il Monaco per 2-0. In campionato termina al secondo posto, a un punto dal Lilla.
La stagione successiva inizia con la sconfitta nella Supercoppa francese (0-1 contro il Lilla). In Ligue 1 arriva il successo finale, il primo per Pochettino e il decimo per il club parigino, mentre è deludente l'andamento nelle coppe: in Coppa di Francia la squadra viene eliminata agli ottavi di finale dal Nizza, mentre in UEFA Champions League esce agli ottavi di finale per mano del Real Madrid. Alla luce di questi risultati, il 5 luglio 2022 il club francese annuncia il suo esonero.

#### Chelsea
Il 29 maggio 2023 viene ingaggiato dal Chelsea, firmando un contratto biennale con opzione per il terzo, In Premier League arriva sesto qualificandosi per la Conference League, in FA Cup viene eliminato dal Manchester City in semifinale mentre perde la finale di Coppa di Lega contro il Liverpool. Il 21 maggio 2024 annuncia la risoluzione del contratto con il club lasciando il club dopo una sola stagione.

#### Nazionale statunitense
Il 15 agosto 2024 viene annunciato un principio di accordo con Pochettino per ricoprire il ruolo di commissario tecnico degli nazionale statunitense. Il 10 settembre successivo la Federazione statunitense rende ufficiale l'ingaggio dell'allenatore argentino, che succede così a Gregg Berhalter.

## Statistiche

### Cronologia presenze e reti in nazionale
| Cronologia completa delle presenze e delle reti in nazionale ― Argentina | Cronologia completa delle presenze e delle reti in nazionale ― Argentina | Cronologia completa delle presenze e delle reti in nazionale ― Argentina | Cronologia completa delle presenze e delle reti in nazionale ― Argentina | Cronologia completa delle presenze e delle reti in nazionale ― Argentina | Cronologia completa delle presenze e delle reti in nazionale ― Argentina | Cronologia completa delle presenze e delle reti in nazionale ― Argentina | Cronologia completa delle presenze e delle reti in nazionale ― Argentina |
| Data                                                                     | Città                                                                    | In casa                                                                  | Risultato                                                                | Ospiti                                                                   | Competizione                                                             | Reti                                                                     | Note                                                                     |
| ------------------------------------------------------------------------ | ------------------------------------------------------------------------ | ------------------------------------------------------------------------ | ------------------------------------------------------------------------ | ------------------------------------------------------------------------ | ------------------------------------------------------------------------ | ------------------------------------------------------------------------ | ------------------------------------------------------------------------ |
| 31-3-1999                                                                | Amsterdam                                                                | Paesi Bassi                                                              | 1 – 1                                                                    | Argentina                                                                | Amichevole                                                               | -                                                                        | Ammonizione                                                              |
| 9-6-1999                                                                 | Chicago                                                                  | Argentina                                                                | 2 – 2                                                                    | Messico                                                                  | Amichevole                                                               | -                                                                        | Ammonizione                                                              |
| 13-6-1999                                                                | Washington                                                               | Stati Uniti                                                              | 1 – 0                                                                    | Argentina                                                                | Amichevole                                                               | -                                                                        | 62’                                                                      |
| 7-7-1999                                                                 | Luque                                                                    | Argentina                                                                | 2 – 0                                                                    | Uruguay                                                                  | Coppa America 1999 - 1º turno                                            | -                                                                        | 76’                                                                      |
| 11-7-1999                                                                | Ciudad del Este                                                          | Brasile                                                                  | 2 – 1                                                                    | Argentina                                                                | Coppa America 1999 - Quarti di finale                                    | -                                                                        |                                                                          |
| 17-11-1999                                                               | Siviglia                                                                 | Spagna                                                                   | 0 – 2                                                                    | Argentina                                                                | Amichevole                                                               | 1                                                                        |                                                                          |
| 23-2-2000                                                                | Londra                                                                   | Inghilterra                                                              | 0 – 0                                                                    | Argentina                                                                | Amichevole                                                               | -                                                                        | 35’                                                                      |
| 29-3-2000                                                                | Buenos Aires                                                             | Argentina                                                                | 4 – 1                                                                    | Cile                                                                     | Qual. Mondiali 2002                                                      | -                                                                        |                                                                          |
| 28-2-2001                                                                | Roma                                                                     | Italia                                                                   | 1 – 2                                                                    | Argentina                                                                | Amichevole                                                               | -                                                                        | 81’                                                                      |
| 28-3-2001                                                                | Buenos Aires                                                             | Argentina                                                                | 5 – 0                                                                    | Venezuela                                                                | Qual. Mondiali 2002                                                      | -                                                                        | 19’                                                                      |
| 3-6-2001                                                                 | Buenos Aires                                                             | Argentina                                                                | 3 – 0                                                                    | Colombia                                                                 | Qual. Mondiali 2002                                                      | -                                                                        | 84’                                                                      |
| 7-10-2001                                                                | Asunción                                                                 | Paraguay                                                                 | 2 – 2                                                                    | Argentina                                                                | Qual. Mondiali 2002                                                      | 1                                                                        |                                                                          |
| 8-11-2001                                                                | Buenos Aires                                                             | Argentina                                                                | 2 – 0                                                                    | Perù                                                                     | Qual. Mondiali 2002                                                      | -                                                                        |                                                                          |
| 14-11-2001                                                               | Montevideo                                                               | Uruguay                                                                  | 1 – 1                                                                    | Argentina                                                                | Qual. Mondiali 2002                                                      | -                                                                        |                                                                          |
| 27-3-2002                                                                | Ginevra                                                                  | Argentina                                                                | 2 – 2                                                                    | Camerun                                                                  | Amichevole                                                               | -                                                                        |                                                                          |
| 17-4-2002                                                                | Stoccarda                                                                | Germania                                                                 | 0 – 1                                                                    | Argentina                                                                | Amichevole                                                               | -                                                                        |                                                                          |
| 2-6-2002                                                                 | Kashima                                                                  | Argentina                                                                | 1 – 0                                                                    | Nigeria                                                                  | Mondiali 2002 - 1º turno                                                 | -                                                                        |                                                                          |
| 7-6-2002                                                                 | Sapporo                                                                  | Argentina                                                                | 0 – 1                                                                    | Inghilterra                                                              | Mondiali 2002 - 1º turno                                                 | -                                                                        |                                                                          |
| 12-6-2002                                                                | Rifu                                                                     | Svezia                                                                   | 1 – 1                                                                    | Argentina                                                                | Mondiali 2002 - 1º turno                                                 | -                                                                        |                                                                          |
| 20-11-2002                                                               | Saitama                                                                  | Giappone                                                                 | 0 – 2                                                                    | Argentina                                                                | Amichevole                                                               | -                                                                        | 89’                                                                      |
| Totale                                                                   |                                                                          | Presenze                                                                 | 20                                                                       |                                                                          | Reti                                                                     | 2                                                                        |                                                                          |

### Statistiche da allenatore
Statistiche aggiornate al 20 maggio 2024. In grassetto le competizioni vinte.
| Stagione                   | Squadra                    | Campionato                 | Campionato | Campionato | Campionato | Campionato | Coppe nazionali | Coppe nazionali | Coppe nazionali | Coppe nazionali | Coppe nazionali | Coppe continentali | Coppe continentali | Coppe continentali | Coppe continentali | Coppe continentali | Altre coppe | Altre coppe | Altre coppe | Altre coppe | Altre coppe | Totale | Totale | Totale | Totale | % Vittorie | Piazzamento |
| Stagione                   | Squadra                    | Comp                       | G          | V          | N          | P          | Comp            | G               | V               | N               | P               | Comp               | G                  | V                  | N                  | P                  | Comp        | G           | V           | N           | P           | G      | V      | N      | P      | %          | Piazzamento |
| -------------------------- | -------------------------- | -------------------------- | ---------- | ---------- | ---------- | ---------- | --------------- | --------------- | --------------- | --------------- | --------------- | ------------------ | ------------------ | ------------------ | ------------------ | ------------------ | ----------- | ----------- | ----------- | ----------- | ----------- | ------ | ------ | ------ | ------ | ---------- | ----------- |
| gen.-giu. 2009             | Espanyol                   | PD                         | 19         | 9          | 5          | 5          | CR              | 2               | 0               | 1               | 1               | -                  | -                  | -                  | -                  | -                  | -           | -           | -           | -           | -           | 21     | 9      | 6      | 6      | 42,86      | Sub. 10º    |
| 2009-2010                  | Espanyol                   | PD                         | 38         | 11         | 11         | 16         | CR              | 2               | 0               | 1               | 1               | -                  | -                  | -                  | -                  | -                  | -           | -           | -           | -           | -           | 40     | 11     | 12     | 17     | 27,50      | 11º         |
| 2010-2011                  | Espanyol                   | PD                         | 38         | 15         | 4          | 19         | CR              | 4               | 1               | 2               | 1               | -                  | -                  | -                  | -                  | -                  | -           | -           | -           | -           | -           | 42     | 16     | 6      | 20     | 38,10      | 8º          |
| 2011-2012                  | Espanyol                   | PD                         | 38         | 12         | 10         | 16         | CR              | 6               | 3               | 1               | 2               | -                  | -                  | -                  | -                  | -                  | -           | -           | -           | -           | -           | 44     | 15     | 11     | 18     | 34,09      | 14º         |
| 2012-gen. 2013             | Espanyol                   | PD                         | 13         | 2          | 3          | 8          | CR              | 1               | 0               | 0               | 1               | -                  | -                  | -                  | -                  | -                  | -           | -           | -           | -           | -           | 14     | 2      | 3      | 9      | 14,29      | Eson.       |
| Totale Espanyol            | Totale Espanyol            | Totale Espanyol            | 146        | 49         | 33         | 64         |                 | 15              | 4               | 5               | 6               |                    | -                  | -                  | -                  | -                  |             | -           | -           | -           | -           | 161    | 53     | 38     | 70     | 32,92      |             |
| gen.-giu. 2013             | Southampton                | PL                         | 16         | 4          | 7          | 5          | FACup+CdL       | -               | -               | -               | -               | -                  | -                  | -                  | -                  | -                  | -           | -           | -           | -           | -           | 16     | 4      | 7      | 5      | 25,00      | Sub. 14º    |
| 2013-2014                  | Southampton                | PL                         | 38         | 15         | 11         | 12         | FACup+CdL       | 3+3             | 2+2             | 0+0             | 1+1             | -                  | -                  | -                  | -                  | -                  | -           | -           | -           | -           | -           | 44     | 19     | 11     | 14     | 43,18      | 8º          |
| Totale Southampton         | Totale Southampton         | Totale Southampton         | 54         | 19         | 18         | 17         |                 | 6               | 4               | 0               | 2               |                    | -                  | -                  | -                  | -                  |             | -           | -           | -           | -           | 60     | 23     | 18     | 19     | 38,33      |             |
| 2014-2015                  | Tottenham                  | PL                         | 38         | 19         | 7          | 12         | FACup+CdL       | 3+6             | 1+4             | 1+1             | 1+1             | UEL                | 10                 | 5                  | 3                  | 2                  | -           | -           | -           | -           | -           | 57     | 29     | 12     | 16     | 50,88      | 5º          |
| 2015-2016                  | Tottenham                  | PL                         | 38         | 19         | 13         | 6          | FACup+CdL       | 4+1             | 2+0             | 1+0             | 1+1             | UEL                | 10                 | 5                  | 2                  | 3                  | -           | -           | -           | -           | -           | 53     | 26     | 16     | 11     | 49,06      | 3º          |
| 2016-2017                  | Tottenham                  | PL                         | 38         | 26         | 8          | 4          | FACup+CdL       | 5+2             | 4+1             | 0+0             | 1+1             | UCL+UEL            | 6+2                | 2+0                | 1+1                | 3+1                | -           | -           | -           | -           | -           | 53     | 33     | 10     | 10     | 62,26      | 2º          |
| 2017-2018                  | Tottenham                  | PL                         | 38         | 23         | 8          | 7          | FACup+CdL       | 7+2             | 4+1             | 2+0             | 1+1             | UCL                | 8                  | 5                  | 2                  | 1                  | -           | -           | -           | -           | -           | 55     | 33     | 12     | 10     | 60,00      | 3º          |
| 2018-2019                  | Tottenham                  | PL                         | 38         | 23         | 2          | 13         | FACup+CdL       | 2+5             | 1+3             | 0+1             | 1+1             | UCL                | 13                 | 6                  | 2                  | 5                  | -           | -           | -           | -           | -           | 58     | 33     | 5      | 20     | 56,90      | 4º          |
| 2019-gen. 2020             | Tottenham                  | PL                         | 12         | 3          | 5          | 4          | FACup+CdL       | 0+1             | 0               | 1               | 0               | UCL                | 4                  | 2                  | 1                  | 1                  | -           | -           | -           | -           | -           | 17     | 5      | 7      | 5      | 29,41      | Eson.       |
| Totale Tottenham           | Totale Tottenham           | Totale Tottenham           | 202        | 113        | 43         | 46         |                 | 38              | 21              | 7               | 10              |                    | 53                 | 25                 | 12                 | 16                 |             | -           | -           | -           | -           | 293    | 159    | 62     | 72     | 54,27      |             |
| gen.-giu. 2021             | Paris Saint-Germain        | L1                         | 21         | 15         | 2          | 4          | CF              | 6               | 5               | 1               | 0               | UCL                | 6                  | 2                  | 1                  | 3                  | SF          | 1           | 1           | 0           | 0           | 34     | 23     | 4      | 7      | 67,65      | Sub. 2º     |
| 2021-2022                  | Paris Saint-Germain        | L1                         | 38         | 26         | 8          | 4          | CF              | 3               | 2               | 1               | 0               | UCL                | 8                  | 4                  | 2                  | 2                  | SF          | 1           | 0           | 0           | 1           | 50     | 32     | 11     | 7      | 64,00      | 1º          |
| Totale Paris Saint-Germain | Totale Paris Saint-Germain | Totale Paris Saint-Germain | 59         | 41         | 10         | 8          |                 | 9               | 7               | 2               | 0               |                    | 14                 | 6                  | 3                  | 5                  |             | 2           | 1           | 0           | 1           | 84     | 55     | 15     | 14     | 65,48      |             |
| 2023-2024                  | Chelsea                    | PL                         | 38         | 18         | 9          | 11         | FACup+CdL       | 6+7             | 4+4             | 1+1             | 1+2             | -                  | -                  | -                  | -                  | -                  | -           | -           | -           | -           | -           | 51     | 26     | 11     | 14     | 50,98      | 6º          |
| Totale carriera            | Totale carriera            | Totale carriera            | 499        | 240        | 113        | 146        |                 | 81              | 44              | 16              | 21              |                    | 67                 | 31                 | 15                 | 21                 |             | 2           | 1           | 0           | 1           | 649    | 316    | 144    | 189    | 48,69      |             |

#### Nazionale
Statistiche aggiornate al 10 giugno 2025.
| Squadra     | Naz                    | dal               | al        | Record | Record | Record | Record     | Record | Record | Record | Record |
| G           | V                      | N                 | P         | GF     | GS     | DR     | % Vittorie |        |        |        |        |
| ----------- | ---------------------- | ----------------- | --------- | ------ | ------ | ------ | ---------- | ------ | ------ | ------ | ------ |
| Stati Uniti | Stati Uniti (bandiera) | 10 settembre 2024 | in carica | 14     | 8      | 1      | 5          | 25     | 17     | +8     | 57,14  |

#### Nazionale statunitense nel dettaglio
| 2024               | Stati Uniti        | CONCACAF Nations League 2024-2025 | 4°                 | 4  | 2 | 0 | 2 | 50,00 | 6  | 5  | +1 |
| giu.-lug. 2025     | Stati Uniti        | CONCACAF Gold Cup 2025            |                    | 4  | 3 | 1 | 0 | 75,00 | 10 | 3  | +7 |
| Dal 2024           | Stati Uniti        | Amichevoli                        |                    | 6  | 3 | 0 | 3 | 50,00 | 9  | 9  | 0  |
| Totale Stati Uniti | Totale Stati Uniti | Totale Stati Uniti                | Totale Stati Uniti | 14 | 8 | 1 | 5 | 57,14 | 25 | 17 | +8 |

#### Panchine da commissario tecnico della nazionale statunitense
| Cronologia completa delle presenze e delle reti in nazionale ― Stati Uniti | Cronologia completa delle presenze e delle reti in nazionale ― Stati Uniti | Cronologia completa delle presenze e delle reti in nazionale ― Stati Uniti | Cronologia completa delle presenze e delle reti in nazionale ― Stati Uniti | Cronologia completa delle presenze e delle reti in nazionale ― Stati Uniti | Cronologia completa delle presenze e delle reti in nazionale ― Stati Uniti | Cronologia completa delle presenze e delle reti in nazionale ― Stati Uniti | Cronologia completa delle presenze e delle reti in nazionale ― Stati Uniti |
| Data                                                                       | Città                                                                      | In casa                                                                    | Risultato                                                                  | Ospiti                                                                     | Competizione                                                               | Reti                                                                       | Note                                                                       |
| -------------------------------------------------------------------------- | -------------------------------------------------------------------------- | -------------------------------------------------------------------------- | -------------------------------------------------------------------------- | -------------------------------------------------------------------------- | -------------------------------------------------------------------------- | -------------------------------------------------------------------------- | -------------------------------------------------------------------------- |
| 13-10-2024                                                                 | Austin                                                                     | Stati Uniti                                                                | 2 – 0                                                                      | Panama                                                                     | Amichevole                                                                 | Yunus Musah Ricardo Pepi                                                   | Cap: T. Ream                                                               |
| 16-10-2024                                                                 | Zapopan                                                                    | Messico                                                                    | 2 – 0                                                                      | Stati Uniti                                                                | Amichevole                                                                 | -                                                                          | Cap: T. Ream                                                               |
| 14-11-2024                                                                 | Kingston                                                                   | Giamaica                                                                   | 0 – 1                                                                      | Stati Uniti                                                                | CONCACAF Nations League 2024-2025 - Quarti di finale (Andata)              | Ricardo Pepi                                                               | Cap: T. Ream                                                               |
| 18-11-2024                                                                 | Saint Louis                                                                | Stati Uniti                                                                | 4 – 2                                                                      | Giamaica                                                                   | CONCACAF Nations League 2024-2025 - Quarti di finale (Ritorno)             | Christian Pulisic autorete Ricardo Pepi Timothy Weah                       | Cap: T. Ream                                                               |
| 18-1-2025                                                                  | Fort Lauderdale                                                            | Stati Uniti                                                                | 3 – 1                                                                      | Venezuela                                                                  | Amichevole                                                                 | Jack McGlynn Patrick Agyemang Matko Miljevic                               | Cap: A. Robinson                                                           |
| 23-1-2025                                                                  | Orlando                                                                    | Stati Uniti                                                                | 3 – 0                                                                      | Costa Rica                                                                 | Amichevole                                                                 | Brian White Caden Clark Patrick Agyemang                                   | Cap: T. Ream                                                               |
| 21-3-2025                                                                  | Inglewood                                                                  | Stati Uniti                                                                | 0 – 1                                                                      | Panama                                                                     | CONCACAF Nations League 2024-2025 - Semfinale                              | -                                                                          | Cap: T. Ream                                                               |
| 23-3-2025                                                                  | Inglewood                                                                  | Canada                                                                     | 2 – 1                                                                      | Stati Uniti                                                                | CONCACAF Nations League 2024-2025 - Finale 3°-4° posto                     | Patrick Agyemang                                                           | Cap: C. Pulisic                                                            |
| 7-6-2025                                                                   | East Hartford                                                              | Stati Uniti                                                                | 1 – 2                                                                      | Turchia                                                                    | Amichevole                                                                 | Jack McGlynn                                                               | Cap: C. Richards                                                           |
| 10-6-2025                                                                  | Nashville                                                                  | Stati Uniti                                                                | 0 – 4                                                                      | Svizzera                                                                   | Amichevole                                                                 | -                                                                          | Cap: M. Turner                                                             |
| 16-6-2025                                                                  | San Jose                                                                   | Stati Uniti                                                                | 5 – 0                                                                      | Trinidad e Tobago                                                          | Gold Cup 2025 - 1°turno                                                    | 2 Malik Tillman Patrick Agyemang Brenden Aaronson Haji Wright              | Cap: T. Ream                                                               |
| 20-6-2025                                                                  | Austin                                                                     | Arabia Saudita                                                             | 0 – 1                                                                      | Stati Uniti                                                                | Gold Cup 2025 - 1°turno                                                    | Chris Richards                                                             | Cap: T. Ream                                                               |
| 23-6-2025                                                                  | Arlington                                                                  | Stati Uniti                                                                | 2 – 1                                                                      | Haiti                                                                      | Gold Cup 2025 - 1°turno                                                    | Malik Tillman Patrick Agyemang                                             | Cap: T. Ream                                                               |
| 30-6-2025                                                                  | Minneapolis                                                                | Stati Uniti                                                                | 2 – 2 (4 -3 dtr)                                                           | Costa Rica                                                                 | Gold Cup 2025 - Quarti di finale                                           | Diego Angel Luna Maximilian Arfsten                                        | Cap: T. Ream                                                               |
| Totale                                                                     |                                                                            | Presenze                                                                   | 14                                                                         |                                                                            | Reti                                                                       | 25                                                                         |                                                                            |

## Palmarès

### Giocatore

#### Competizioni nazionali
- Campionato argentino: 2

Newell's Old Boys: Apertura 1990, Clausura 1992
- Coppa di Spagna: 2

Espanyol: 1999-2000, 2005-2006

#### Competizioni internazionali
- Coppa Intertoto UEFA: 1

Paris Saint-Germain: 2001

### Allenatore
- Supercoppa francese: 1

Paris Saint-Germain: 2020
- Coppa di Francia: 1

Paris Saint-Germain: 2020-2021
- Campionato francese: 1

Paris Saint-Germain: 2021-2022